# Termodinamički proces
Termodinamički proces je proces promjene stanja nekog termodinamičkog sustava opisan s pomoću makroskopskih veličina (temperatura, tlak, toplina, obujam ili volumen), na primjer adijabatski proces, izoprocesi (izotermni, izobarni, izohorni, izentropni).
Termodinamički se reverzibilni proces (povratni proces) zbiva kada termodinamički sustav od početnoga do konačnoga stanja sporo prolazi kroz više ravnotežnih stanja, a može se odvijati i u suprotnom smjeru. Termodinamički ireverzibilni proces (nepovratni proces) zbiva se kada termodinamički sustav od početnoga do konačnoga stanja brzo prolazi kroz više neravnotežnih stanja i ne može se odvijati u suprotnom smjeru. Rad termodinamičkoga sustava ovisi o vrsti termodinamičkoga procesa kojim je sustav iz početnoga došao u konačno stanje.
Kružni termodinamički proces je proces kojim se termodinamički sustav nakon više stanja dovodi u početno stanje, na primjer Carnotov kružni proces (dva izotermna i dva adijabatska procesa), Dieselov kružni proces (izobarni, izentropni, izohoni i izentropni proces).

## Izoprocesi
Izoprocesi su termodinamički procesi u kojima se količina tvari i jedna od veličina stanja sustava ne mijenjaju: 
- izobarni proces (izobare) zbiva se pri stalnome tlaku, dok se volumen mijenja razmjerno s temperaturom;
- izohorni proces (izohore) zbiva se pri stalnom volumenu, dok se tlak mijenja razmjerno s temperaturom;
- izotermni proces (izoterma) zbiva se pri stalnoj temperaturi, dok se tlak mijenja obrnuto razmjerno s volumenom (na primjer Boyle-Mariotteov zakon);
- izentropni proces zbiva se pri stalnoj entropiji, na primjer adijabatski proces.[2]

## Kružni termodinamički proces
Kružni termodinamički proces ili kružni proces je niz promjena stanja nekog termodinamičkog sustava, koje se periodički ponavljaju, a pritom sustav uvijek iznova dolazi u početno stanje. U termodinamici se posebno navodi Carnotov kružni proces. To je reverzibilni proces u kojem radni sustav prolazi kroz dva izotermna i dva adijabatska procesa (izoprocesi) prije nego što ponovno dođe u početno termodinamičko stanje. Sustav najprije izotermnim rastezanjem prima toplinsku energiju od toplinskoga spremnika temperature T1, a zatim adijabatskim rastezanjem dođe do temperature T2 hladnijega toplinskog spremnika. U ta dva stupnja sustav obavlja rad nad okolinom. Treći je stupanj izotermna kompresija na temperaturi T2, pri čem sustav predaje toplinu hladnijemu spremniku. Do početnoga stanja na temperaturi T1 sustav dolazi adijabatskom kompresijom. U potonja dva stupnja okolina obavlja rad nad sustavom, ali je on po iznosu manji od onoga iz prva dva stupnja. Toplinski stroj koji radi po Carnotovu kružnom procesu ima stupanj djelovanja: 
{\displaystyle \eta ={\frac {T_{1}-T_{2}}{T_{1}}}}
koji ne ovisi o radnoj tvari, već ovisi samo o temperaturama. Nijedan stroj ne može imati veći stupanj djelovanja od toga ako radi između istih temperatura. To je Carnotov teorem, temelj drugoga zakona termodinamike. 
Parni strojevi rade na osnovi Rankineova kružnoga procesa. Njemački kemičar F. Haber i fizičar M. Born zamislili su poseban kružni proces, koji nije termodinamičke naravi (Haber-Bornov kružni proces).